# Terminal Countdown Demonstration Test
Der Terminal Countdown Demonstration Test (TCDT) ist ein Teil der Vorbereitung für den Start US-amerikanischer Raketen. Er simuliert den Ablauf der letzten Stunden vor dem Start und gibt so den Startkontrollteams und – bei bemannten Missionen – der Besatzung eine letzte Gelegenheit, um sich mit der Ausrüstung für den Flug, den Startprozeduren und den Sicherheitsvorkehrungen am Startplatz vertraut zu machen.

## Ablauf eines TCDT beim Space Shuttle
Der genaue Ablauf variierte von Mission zu Mission, blieb aber grundsätzlich gleich.
Am ersten Tag landete die Besatzung in ihren T-38-Jets auf der Shuttle Landing Facility am Kennedy Space Center. Wenn nach ihrer Begrüßung noch genug Zeit blieb, inspizierte die Besatzung die Nutzlastbucht der Raumfähre. Andernfalls fand dies am Folgetag statt. Am Abend begaben sich Kommandant und Pilot erneut zur Shuttle Landing Facility, um im Shuttle Training Aircraft einige Landungen zu simulieren. Dabei trugen sie ihre Start- und Landeanzüge.
Der zweite Tag fand komplett an der Startrampe statt. Es erfolgte eine Einweisung und Demonstration der Sicherheitsvorkehrungen an der Startrampe. Später übte die Besatzung den Umgang mit dem Rettungspanzer. Auch an diesem Tag nahmen Kommandant und Pilot simulierte Anflüge vor.
Der dritte Tag diente der Simulation eines Starts mit anschließendem RSLS-Abbruch für die Mannschaft des Shuttles sowie des Start- und des Missionskontrollzentrums. Die Simulation begann bei T-3h and Counting und endete mit einem simulierten Abschalten der Haupttriebwerke bei T+8m. Anschließend begann die RSLS-Abbruchssimulation, während der die Shuttlebesatzung sich zum am Vortag demonstrierten Seilbahn-Rettungssystem begab und es auslöste. Die Gondeln fuhren jedoch nicht los, sodass sie nicht zurückgeholt werden mussten. Noch am selben, spätestens aber am Folgetag verließ die Besatzung das KSC und kehrte zurück zum Lyndon B. Johnson Space Center.

## TCDTs bei unbemannten Raketen
Im Gegensatz zu dem Shuttle-TCDT findet bei unbemannten Starts nur die Countdownsimulation statt.